# Teatro Guiniguada
El Teatro Guiniguada es una infraestructura cultural situada en Las Palmas de Gran Canaria.

## Historia
El proyecto del teatro Guiniguada data de 1938. Diseñado por el arquitecto Antonio Cardona Aragón, ideado como un edificio para cine, viviendas, locales comerciales y oficinas.
El teatro-cine Avellaneda estuvo abierto hasta los años 80 cuando se inicia la primera de las reformas del espacio escénico. Primeramente, se modificó el mobiliario y se aumentó la pantalla. Posteriormente, a principios de los 90, se buscó su adaptación a teatro y se instaló en él la nueva sede de la Filmoteca Canaria.
En junio de 2000 se cerraron sus puertas, iniciándose la tercera y definitiva fase de intervención arquitectónica del edificio. Tras 10 años de abandono, obras tortuosas y problemas legales, reabrió sus puertas el domingo 27 de marzo de 2011 después de un largo periodo inactivo. Fue la actriz canaria Antonia San Juan la encargada de abrir el acto de inauguración dando lectura al Manifiesto por el Día Mundial del Teatro para, posteriormente proyectarse la película 'Las Palmas' de 1909.
Desde entonces este gran teatro ha formado parte de la Red Canarias de artes escénicas, un espacio dedicado sobre todo a los artistas canarios. Tiene un aforo de 461 localidades, de las que 263 están en la planta baja (cuatro de ellas para minusválidos) y 198 en la planta alta.